# Torrabborrtjärnen, Dalarna
Torrabborrtjärnen är en sjö i Malung-Sälens kommun i Dalarna och ingår i Dalälvens huvudavrinningsområde.